# Franco Kämmer
Franco Kämmer (1945) es un botánico, explorador, y taxónomo alemán, desarrolló actividades académicas en el Instituto de Biología de la Universidad de Friburgo, y en el herbario, y Jardín Botánico de la Universidad de Friburgo.
- La abreviatura «Kämmer» se emplea para indicar a Franco Kämmer como autoridad en la descripción y clasificación científica de los vegetales.[3]